# Аллигатор по имени Дэйзи
«Аллигатор по имени Дэйзи» (англ. An Alligator Named Daisy) — британский комедийный фильм режиссёра Дж. Ли Томпсона. В главных ролях Дональд Синден, Джинни Карсон, Джеймс Робертсон Джастис, Роланд Калвер и Эрнест Тесайджер. Фильм основана на рассказе Шарля Терро.

## Сюжет
Возвращаясь из Ирландии с крокета Питеру Уэстону оставляют чемодан в котором он находит крокодила Дэйзи. В ужасе он решает избавиться от него и в то же время встречается с Мойрой (Джинни Карсон). Он узнает что крокодил Дэйзи ручная и привязывается к животному. Мойра и Уэстон вместе сходят на берег, в ходе бесед он узнает что она работает в зоопарке но отказывается брать аллигатора.
После возвращения в Лондон, Уэстон старается приручить крокодила который не нравится его семье и угрожает свадьбе с его невестой Ванессой (Диана Дорс). Полиция и зоомагазин отказываются взять крокодила себе. Уэстон бросает крокодила в Риджентс-парк, но в скорее из-за чувства вины возвращается. По ошибке, Дэйзи упаковывают вместе с остальными вещами и в загородном доме она сбегает, чем вызывает панику.

## В ролях
- Дональд Синден — Питер Уэстон
- Джинни Карсон — Мойра О’Шеннон
- Джеймс Джастис — сэр Джеймс Колбрук отец Ванессы
- Диана Дорс — Ванесса Колбрук невеста
- Роланд Калвер — мистер Уэстон
- Стэнли Холлоуэй — генерал
- Эвис Лэндоун — миссис Уэстон
- Ричард Уоттис — Хоскинс
- Стивен Бойд — Альберт О’Шеннон
- Эрнест Тесайджер — нарезчик (не указан в титрах)
- Генри Кендалл — камердинер
- Майкл Шепли — судья
- Маргарет Рутерфорд — Пруденс Крокет
- Джоан Хиксон — владелица пианино. (не указан в титрах)
- Джимми Эдвардс — владелец аллигатора (не указан в титрах)
- Фрэнки Ховерд — комедиант

## Критика
Журнал TV Guide отметил «отличный и очень смешной актёрский состав фильма». The New York Times заметила что несмотря на «любопытно милую Маргарет Резерфорд в роли владелицы зоомагазина, которая разговаривает с животными на их собственном „языке“», «шутки фильма устарели».